# Arraial do Pereira
Arraial do Pereira um assentamento colonial, que originou a cidade brasileira de Salvador (Bahia), fundado pelo fidalgo português Francisco Pereira Coutinho na região da atual Ladeira da Barra (antigo Caminho do Conselho); entre o Porto da Barra e a Ladeira da Rua Princesa Isabel.
Em 1536, Francisco Pereira chegou ao Brasil, foi o primeiro donatário do El-Rei Dom João III.
Este arraial, doze anos depois, à época da fundação da cidade, foi chamado de Vila Velha. Não constituía mais que um núcleo da casas muito dispersas de barro prensado, com suas pequenas hortas. Conflitos entre os colonos e os indígenas forçaram o donatário ao abandono da capitania, indo refugiar-se em Porto Seguro, com Diogo Álvares.